# 아브 닌치

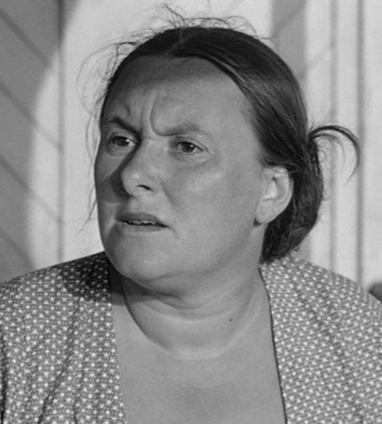

아브 닌치(Ave Ninchi, 1915년 12월 14일 ~ 1997년 11월 10일)는 이탈리아의 배우, 연극 배우이다.
안코나에서 태어났으며 트리에스테에서 사망하였다.

## 영화
- 라콤 루시앙 (1974년)
- 마음의 속삭임 (1971년) - 오거스타 역
- 착한 여자들 (1960년)
- 태양은 가득히 (1960년) - 시그노라 역
- 파리의 하늘 아래 (1954년)
- 걸 오브 더 스패니시 스텝스 (1952년)
- 파리는 언제나 파리 (1951년)
- 테레사 (1951년)
- 투 리브 인 피스 (1947년)
- 상원의원 안젤리나 (1947년)
- 리벤지 (1946년)